# Ньютон, Кит (футболист)
Кит Роберт Ньютон (англ. Keith Robert Newton; 23 июня 1941, Манчестер, Ланкашир — 16 июня 1998, Блэкберн, Северо-Западная Англия) — английский футболист, защитник.

## Карьера

### Клубная
Ньютон родился в Манчестере. Он начал свою карьеру в сезоне 1960/1961 за «Блэкберн Роверс», сыграв за него более 300 матчей. Помог Блэкберну занять 2 место в Второй дивизион Футбольной лиги в сезоне 1957/1958.
В декабре 1969 года он перешёл в «Эвертон» и сыграл за него 47 матчей и забил 1 гол. Помог "ирискам" выиграть Чемпионат в сезоне 1969/70 и Суперкубок Англии в 1970 году.
Перед сезоном 1972/73 перешёл в «Бернли». Дебют за команду состоялся 12 августа 1972 против «Карлайл Юнайтед». Сыграл за клуб 209 матчей и забил 5 голов.

### Сборная
Ньютон дебютировал за сборную Англии против Западной Германии в феврале 1966 года. За сборную Кит сыграл  27 матча, в том числе 3 матча на Чемпионате мира 1970, где он получил честь стать первым игроком сборной Англии, который был заменен на Чемпионате мира. Вместо него вышел Томми Райт на шестой минуте второй половины матча-открытия Англии против Румынии в Гвадалахаре. Ньютон также помогал сборной и в четвертьфинале против сборной ФРГ.